# La Combattante (P730)
Pour les autres navires du même nom, voir La Combattante.
La Combattante (P730) était un navire de guerre de la marine française. Portant le numéro de coque P730, il a été admis au service actif en 1964 et désarmé en 1996. C'était un navire de type patrouilleur, conçu pour la surveillance et la défense des côtes françaises.